# Lý Thái Tổ
Lý Thái Tổ (李太祖, Lý Công Uẩn 李公蘊 à sa naissance) né le 8 mars 974 et mort le 31 mars 1028 est le roi du Đại Cồ Việt ancien nom du Vietnam, son règne dura 19 ans, de 1009 à 1028. Lý Thái Tổ est le fondateur légendaire de la Dynastie Lý qui fut une grande dynastie vietnamienne. Il succède à Lê Ngọa Triều de la Dynastie Lê antérieure, un Empereur cruel et sadique détesté par le peuple, son fils encore enfant sera écarté du pouvoir pour y installer Lý Thái Tổ.
Le parti qui porta Lý Thái Tổ au pouvoir était d'influence bouddhique, cela aura une grande influence sur la politique des Lý.
Il est célèbre pour avoir chassé l'envahisseur chinois du Đại Cồ Việt. 
En 1010, il donna l'ordre de transférer la capitale Thăng Long sur l'emplacement actuel de Hanoï. Thang Long restera capitale jusqu'au XIXe Siècle. Il décréta l'amnistie générale, fit bruler les instruments de torture.

## Biographie

### Enfance
Lý Thái Tổ est né le 8 mars 974 dans le village de Cổ Pháp, Đình Bảng, Từ Sơn, dans la province de Bắc Ninh. Il y a peu de détails à propos de ses parents et de sa famille car leurs données n'étaient pas répertoriées. Mais il est connu que sa mère s'appelait “Phạm Thị” ce qui signifie "Lady Phạm"'. Son père semble avoir eu un rôle mineur lors de la dynastie précédente des Lê ou peut-être dans la dynastie Đinh, ou même s'il avait quelques relations avec le monastère de la pagode de Cổ Pháp, car il est né à la pagode de  Cổ Pháp, connue aussi comme la pagode de Rặn Pagoda ou Dận Pagoda. À l'âge de 3 ans, sa mère le ramena à la pagode. Lý Khánh Văn, le moine supérieur de la pagode, l'adopta et le nomma Lý Công Uẩn. Il fut ramené à la pagode et devint un disciple bouddhiste. 

### Éducation
Plus tard dans sa jeunesse, il fut placé sous la garde du nouveau moine supérieur de la pagode;  Lý Vạn Hạnh, qui fut un très bon et très respecté moine durant la précédente dynastie Lê antérieure, il vint à la capitale royale Hoa Lư pour devenir un conseiller religieux à la cour des Lê. Il fut progressivement promu à partir d'un poste officiel subalterne vers un des  postes suprêmes du Gouvernement Royal et fut officiellement investi avec le titre de “Tả Thân Vệ Điện Tiền Chỉ Huy Sứ” signifiant "Le Commandeur de l'aile Gauche du Palais Royal", qui était une des plus importantes positions sous la garde impériale. 

### Accession au trône
En 1009, Lê Ngọa Triều  né sous le nom de Lê Long Đĩnh, le dernier monarque de la dynastie antérieure des Lê antérieure meurt sous le courroux du peuple à cause de sa brutalité et de sa cruauté qu'il lui fit subir durant tout son règne. 
Đào Cam Mộc, un official impérial, et Vạn Hạnh saisissent l'opportunité écartent le fils encore enfant de Lê Ngoạ Triều et imposent leur pouvoir et leur influence politique pour amener au pouvoir leur disciple de confiance Lý Công Uẩn sans trop de résistance, cela mit un point final à la dynastie des Lê.
Après son ascension au trône, Lý Công Uẩn baptisa son ère "Thuận Thiên" signifiant "Volonté divine". Son titre royal devint Lý Thái Tổ et la première année de son règne fut Hoa Lư.

### Politique de Lý Thái Tổ
Ce fut seulement avec l'avènement des Lý, en 1009 que la monarchie instaura un pouvoir vraiment stable.

## Liste des Lý
La dynastie comporte 9 empereurs et une impératrice qui totalisent 218 ans de règne des Lý 
- 1009-1028 : Lý Thái Tổ, fondateur de la Dynastie Lý ; 21 ans de règne
- 1028-1054 : Lý Thái Tông, son fils ; 2e Empereur Lý; 26 ans de règne
- 1054-1072 : Lý Thánh Tông, son fils ; 3e Empereur Lý; 18 ans de règne
- 1072-1127 : Lý Nhan Tông, son fils ; 4e Empereur Lý; 55 ans de règne
- 1127-1138 : Lý Thần Tông, son neveu et fils adoptif ; 5e Empereur Lý ; 11 ans de règne
- 1138-1175 : Lý Anh Tông, son fils ; 6e Empereur Lý; 37 ans de règne
- 1175-1208 : Lý Cao Tông, son fils, déposé ; 7e Empereur Lý; 33 ans de règne
- 1208-1209 : Tham, usurpateur ;1 an de règne
- 1209-1210 : Lý Cao Tổng, rétabli ; 8e Empereur Lý; 1 an de règne
- 1210-1224 : Lý Huệ Tông, son fils, abdique ; 9e Empereur Lý ; 14 ans de règne
- 1224-1225 : Lý Chiêu Hoàng, sa fille abdique; 10e Impératrice Lý; 1 an de règne

Une frégate de classe Gepard de la Marine populaire vietnamienne porte ce nom[réf. souhaitée].